# Gittisham
Gittisham – wieś i civil parish w Anglii, w Devon, w dystrykcie East Devon. W 2011 civil parish liczyła 548 mieszkańców. Gittisham jest wspomniana w Domesday Book (1086) jako Gidesham/Gidesam.